# ويندي كينغستون
ويندي كينغستون (بالإنجليزية: Wendy Kingston)‏ هي مذيعة أخبار وصحفية أسترالية، ولدت في 27 يونيو 1981 في غولد كوست في أستراليا.

## وصلات خارجية
- ويندي كينغستون على موقع IMDb (الإنجليزية)